# Coleodactylus elizae
Espèce
Statut de conservation UICN

 DD  : Données insuffisantes
Coleodactylus elizae est une espèce de geckos de la famille des Sphaerodactylidae.

## Répartition
Cette espèce est endémique de l'État d'Alagoas au Brésil.

## Étymologie
Cette espèce est nommée en l'honneur d'Eliza Maria Xavier Freire.

## Publication originale
- Gonçalves, Torquato, Skuk & Araújo Sena, 2012 : A new species of Coleodactylus Parker, 1926 (Squamata: Sphaerodactylidae) from the Atlantic Forest of northeast Brazil. Zootaxa, n. 3204, p. 20–30.